# حزب العمل الوطني (المكسيك)
حزب الفعل الوطني (بالإسبانية: Partido Acción Nacional، اختصاراً PAN)‏ واحد من الأحزاب السياسية الكبرى الثلاثة في المكسيك. تعتبر المنصة السياسية للحزب يمينية. رؤساء المكسيك منذ سنة 2000 كانوا من أعضاء هذا الحزب، وهو الأول من حيث عدد المقاعد في الكونغرس دون أن يحظى بالأغلبية المطلقة، حيث حصل في انتخابات 2006 على 207 مقاعد من أصل 500 مقعد في مجلس النواب وعلى 52 من أصل 128 مقعداً في مجلس الشيوخ.